# Bouretia elegans
Bouretia, Bouretidae
Famille
Genre
Espèce
Bouretia elegans, unique représentant du genre Bouretia et de la famille des Bouretidae,  est une espèce fossile d'insectes orthoptères.

## Distribution
Cette espèce a été découverte dans la formation de Crato au Brésil. Elle date du Crétacé.

## Publication originale
- (en) Martins-Neto, 2001 : Review of some Insecta from Mesozoic and Cenozoic Brazilian deposits with descriptions of new taxa. Acta Geologica Leopoldensia, vol. 24, no 52/53, p. 115-124.